# Воденкос
Воденкос (лат. Cinclus cinclus) је птица станарица из реда певачица која насељава обале брдско-планинских потока и мањих река. Карактеристичан је по томе што рони у потрази за храном. Директно га угрожава изградња деривационих хидроелектрана на планинским потоцима и рекама.

## Опис
Дужина тела је 17 – 20 cm. Птица је здепаста, има јаке ноге и кратак реп. Код одраслих јединки глава и тело су смеђе обојени, док су грло и горњи део груди бели. Тело младих јединки је сиве боје, а на грлу се назире бела боја без јасног прелаза. Креће се кратким и одсечним покретима по брзацима планинских потока и река. Током кретања помера задњи део тела горе-доле. Лети праволинијски, ниско изнад воде са брзим и кратким замасима крила. Рони у потрази за храном, а кроз воду се креће замасима крила.

## Распрострањење и станиште
Насељава брдско-планинске делове Европе, Мале Азије и северозападне Африке. Гнезда гради на обалама брдско-планинских река и иза водопада.
Неке од интересантних држава и острва где су забелажени на лутању су: Фарска острва, Малта и Тунис. Подврста која је насељавала Кипар, (Cinclus cinclus olympicus) је изумрла 1958. године.
У зимском периоду се спушта у долине река и на морске обале.

## Биологија
За гнежђење користи шупљине у камењу на обалама водотокова, а неретко се гнезди и испод мостова. Гнездо је лоптастог облика, грађено од маховине, са кружним улазом, а изнутра је обложено сувим лишћем. Полаже 3-6 белих јаја, у периоду од марта до маја. Годишње излегу једно до два легла. Храни се воденим инсектима и њиховим ларвама, воденим пужевима, такође једе и мале рибе и водоземце. Омиљена храна су му рачићи из рода Gammarus.
Кости воденкоса нису шупље као код осталих птица летачица. Процењује се да у Европи има од 131 000 до 292 000 парова.

### Подврсте
Постоји 14 подврста воденкоса од којих је једна изумрла:
- C. c. cinclus - Црнотрби воденкос (Linnaeus, 1758). Насељава Северну и источну Европу и западну Француску;
- C. c. gularis - Британски воденкос (Latham, 1801). Насељава Енглеску, Шкотску и Велс;
- C. c. hibernicus - Ирски воденкос (E. Hartert, 1910). Насељава Ирску и западну Шкотску;
- C. c. aquaticus - Јужно-европски воденкос (Bechstein, 1797). Насељава централну и јужну Европу, Белгију, источну Француску, Шпанију, Пољску, Грчку;
- C. c. minor - Северозападни Афрички воденкос (Tristam, 1870). Насељава Алжир, Тунис и Мароко;
- C. c. caucasicus - Кавкаски воденкос (von Madarász, 1903). Насељава планински масив Кавказа, све до Ирана и Турске. Зимује у Авганистану и Пакистану;
- C. c. persicus - Персијски воденкос (Witherby, 1906). Насељава југозападни Иран и планински венац Загрос;
- C. c. rufiventris - Либански воденкос (Tristam, 1884). Насељава Антилибанске планине;
- C. c. olympicus - Кипарски воденкос (von Madarász, 1903). Насељавао је планину Тродос на Кипру. Последњи пут је забележен 1945. Сматра се изумрлим од 1958;
- C. c. uralensis - Уралски воденкос (Serebrovski, 1927). Насељава планински масив Урала;
- C. c. leucogaster - Белотрби воденкос (Bonaparte, 1850). Насељава северни Авганистан, cентралну Азију и источни Сибир;
- C. c. cashmeriensis - Кашмирски воденкос (Gould, 1860). Насељава Хималаје од Кашмира до области Сиким у Индији;
- C. c. przewalskii - воденкос Пржевалског (Bianchi, 1905). Насељава планине јужног Тибета и западне Кине;
- C. c. baicalensis - Бајкалски воденкос (Dressen, 1892). Нема прецизних географских података о распрострањењу.

## Галерија
- Cinclus cinclus

## Воденкос у Србији
Најстарији податак о присуству врсте у Србији потиче из околине Неготина, где је 1887. прикупљен један примерак за Музеј Српске земље у Београду. У Војводини никад није забележен. Равномерно је распрострањен у брдско-планинским деловима Србије, јужно од Саве и Дунава. Популација се сматра стабилном. Станарица је. На потоцима се задржава док се потпуно не заледе. Орнитолози процењују да се у Србији гнезди од 2.200 до 3.000 парова. Највећа бројност је у Југозападној Србији (800-1.100 гнездећих парова).